# لييج-باستون-لييج 2015
لييج-باستون-لييج 2015 (بالإنجليزية: 2015 Liège–Bastogne–Liège)‏ هو سباق دراجات هوائية أقيم بتاريخ 26 أبريل 2015، تكون السباق من 1 مراحل وامتدّ لمسافة 253 كم بسرعة 40. 6 كم/س، استغرق السباق 6 ساعة 14 دقيقة 20 ثانية. فاز به الإسباني أليخاندرو بالبيردي.

## الترتيب
| م                     | الدرّاج             | البلد   | الزمن                    |
| --------------------- | ------------------ | ------- | ------------------------ |
| الفائز بالترتيب العام | أليخاندرو بالبيردي | إسبانيا | 6 ساعة 14 دقيقة 20 ثانية |

## روابط خارجية
- لييج-باستون-لييج 2015 على موقع إحصائيات الدراجات الإحترافية (الإنجليزية)